# Equatorius
Equatorius es un género de primates hominoideos que existieron hace 15,58 o 15,36 millones de años durante el Mioceno. La única especie descrita es E. africanus.

## Descubrimiento de los restos
Un esqueleto parcial del Mioceno medio fue recuperado de los sedimentos Muruyur cerca Kipsaramon en las colinas de Tugen, distrito de Baringo, en Kenia, en una expedición para encontrar fósiles de otro homínido para su mejor estudio: el Kenyapithecus. Los restos, que reunían la mayor parte del esqueleto superior, representaban un género nuevo.

### Clasificación
El nuevo taxón era posterior a los homínidos del Mioceno temprano, pero era anterior en el tiempo a la especie Kenyapithecus wickeri, por lo tanto se le considera un miembro tardío de la radiación de los homínidos en el mioceno medio en África.

### Importancia antropológica del hallazgo
El hallazgo abre luz sobre una época de la que se han obtenido muy pocos restos fósiles de hominoideos. Hace 22 millones de años la rama de los primates que derivó en la superfamilia Hominoidea comenzaba a aparecer en África del Este y se dispersó en muchas especies y géneros, pero hace unos 15 millones de años se cree que la gran mayoría de ellos se extinguieron; sólo se habían recopilado restos de dos especies de Kenyapithecus: el k. wickeri y el k. africanus, pero este descubrimiento hace pensar a científicos como Ward que el Keniapithecus africanus podría considerarse dentro del género Equatorius.